# Eremochares dives
Eremochares dives är en biart som först beskrevs av Gaspard Auguste Brullé 1833.
Eremochares dives ingår i släktet Eremochares och familjen grävsteklar. Inga underarter finns listade i Catalogue of Life.